# Saudades da Terra

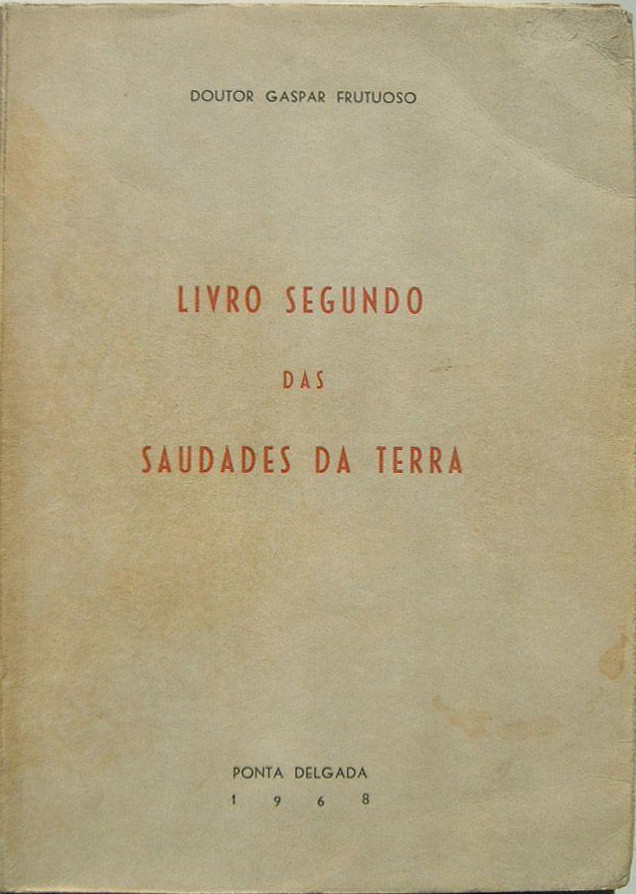
Edition de 1590.

Les Saudades da Terra (Nostalgie du pays natal) sont une œuvre de Gaspar Frutuoso (pt) (1522 † 1591). Elle détaille des observations effectuées par son auteur lors de ses visites aux archipels des Açores, de Madère et des îles Canaries. Elle contient également des références à l'archipel du Cap-Vert et à d'autres régions de l'Océan atlantique. Cette vaste étude est une œuvre de référence dans l'état de la connaissance de la Macaronésie à la fin du XVIe siècle.
L'œuvre comporte des informations concernant : la géographie, l'histoire, la vie, les us et coutumes, la généalogie, la toponymie, la faune et la flore. Elle correspond au projet humaniste typique des auteurs de la Renaissance : encyclopédique, littéraire, artistique et musical.
La description est ordonnée de la façon suivante
- Livre Ier – Cap-Vert et îles Canaries ;
- Livre IId – Madère ;
- Livre IIIe – Açores : Santa Maria;
- Livre IVe – Açores : São Miguel ;
- Livre Ve – Poème ;
- Livre VIe – Açores : Terceira, Faial, Pico, Flores, Graciosa et Pico de São Jorge.

Le poème, œuvre de fiction dans le style de histoires de bergers, raconte l'histoire de deux amis forcés de vivre loin de leur pays natal. Certains biographes y ont vu une autobiographie de l'auteur et de son compagnon d'études, le médecin originaire de São Miguel, Gaspar Gonçalves.
Gaspar Frutuoso pensait vraisemblablement publier son œuvre, comme en témoignent la reprise subséquente et les nombreux ajouts de sa main faits aux manuscrit.
Pour des raisons inconnues, peut-être liées à la souveraineté espagnol sur le Portugal à l'époque, il ne publia jamais ce travail, mais le léga, avec le reste de sa bibliothèque, au collège jésuite de Ponta Delgada, où il fut conservé jusqu'à l'expulsion des Jésuites du Portugal en 1760. Le manuscrit passa alors entre divers mains de particuliers. Il fut finalement offert à la Junta Geral (chambre de district) de Ponta Delgada. Elle se trouve depuis lors à la Bibliothèque publique de Pointa Delgada.
L'œuvre fut publiée en 1873 avec trente notes de Álvaro Rodrigues de Azevedo et une synthèse historique écrite pour le Dicionário Universal de Português Ilustrado de Fernandes Costa.
Plusieurs éditions partielles et intégrales existent. Elles ont été publiées sous la responsabilité de l'Institut culturel de Ponta Delgada à partir de 1966.